# Topsy Küppers

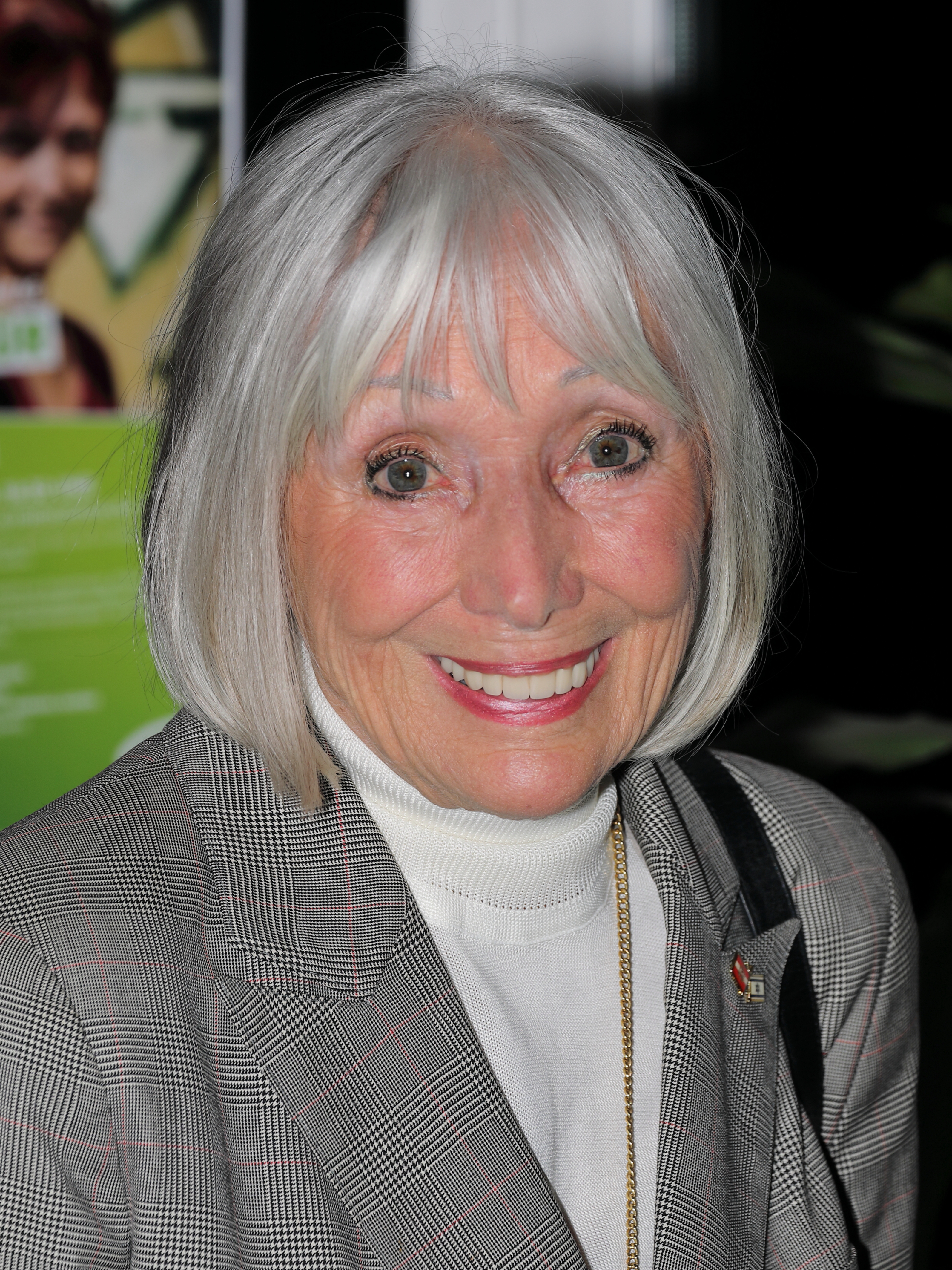
Topsy Küppers (2020)

Topsy Küppers (geb. 17. August 1931 in Aachen; gest. 14. Juni 2025 in Wien) war eine deutsch-österreichische Buchautorin, Sängerin, Soubrette, Schauspielerin und Theaterleiterin.

## Leben
Topsy Küppers wurde am 17. August 1931 in Aachen geboren. Sie behauptete öffentlich, „Topsy“ bedeute „spitze“ – jedenfalls bekam sie als Kind von der amerikanischen Besatzung diesen Spitznamen, nach „topsy-turvy“, also in etwa „herumkugelnd“ oder „verdreht“ – sie war sehr lebendig. Ihren richtigen Namen hat sie öffentlich nie genannt. „Topsy“ wird teilweise auch als friesische weibliche Form von Tobias erklärt, was etwa von Österreich 1 übernommen wurde. Ihr Vater, ein jüdischer Gastwirt, verließ die Familie, als sie ein Jahr alt war. Während des Zweiten Weltkriegs lebte sie versteckt mit ihrer Mutter, einer Buchhalterin, und ihrer Großmutter in den Niederlanden.
Den Grundstein für Topsy Küppers’ Karriere als Schauspielerin legte Ursula Staudte, die sie nach dem Stanislawski-Prinzip unterrichtete. Den größten Einfluss hatte aber nach eigener Aussage Trude Hesterberg, die ihr das Chanson und dessen Interpretation beibrachte. Ihre anschließende Prüfung legte Küppers bei der damaligen Bühnengenossenschaft ab, in deren Prüfungskommission Gustaf Gründgens saß.
Nach ihrer Gesangs-, Ballett- und Schauspielausbildung trat Küppers ab 1950 in verschiedenen Revuen im deutschsprachigen Raum auf. Ihr Film-Debüt gab sie 1954 in Gitarren der Liebe; bis 1972 folgten viele weitere Filmrollen. Sie arbeitete an deutschen Bühnen und für das deutsche und österreichische Fernsehen und trat ab 1958 mit ihrem damaligen Ehemann Georg Kreisler unter anderem in München auf. Anfang der 1960er Jahre zog Küppers mit Georg Kreisler nach Wien.
Am 17. Dezember 1976 eröffnete sie mit vier Kabarettprogrammen die Freie Bühne Wieden in Wien, die sich „dem Erhalt jüdischer Literatur und jüdischer Autoren – verstorbener wie zeitgenössischer – widmete“. In den 25 Jahren, die sie das Theater bis Jänner 2001 ehrenamtlich leitete, wurde die „Prinzipalin […] Urwienerin“. In dieser Zeit kämpfte sie mit musikalisch-literarischen Programmen wie Gehackte Zores, Weit von wo und Amoureuses, Scandaleuses, Heiteres und so Weiteres gegen Frauenfeindlichkeit, Antisemitismus und Faschismus.

## Privates
Im Jahre 1965 nahm Topsy Küppers die österreichische Staatsbürgerschaft an.
Aus ihrer Ehe mit Georg Kreisler stammen die Tochter Sandra Kreisler (* 1961), die ebenfalls als Sängerin, Sprecherin und Schauspielerin arbeitet, sowie ein Sohn. 1975 trennten sich Kreisler und Topsy Küppers.
Küppers war in zweiter Ehe mit Karlheinz „Carlos“ Springer († 2013) verheiratet.
Anfang August 2013 wurde bei Küppers Darmkrebs diagnostiziert, den sie als „mein Ungustl“ bezeichnete und mit dem sie sich im 2014 erschienenen gleichnamigen Buch auseinandersetzte.
Am 14. Juni 2025 starb sie zwei Monate vor ihrem 94. Geburtstag in Wien. Sie wurde am Wiener Zentralfriedhof (Grabdaten: Gruppe:33 G, Nummer:53) bestattet.

## Auszeichnungen (Auswahl)
- 1967: Trude-Hesterberg-Ring als beste deutschsprachige Chansonette[11]
- 1976: Goldmedaille beim internationalen Konzertfestival Immer wieder Widerstand in Wiesbaden
- 1977: Kulturpreis der Stadt Wien
- 1984: Goldenes Verdienstzeichen des Landes Wien
- 1991: Ehrenmedaille der Bundeshauptstadt Wien in Silber
- 1992: Berufstitel Professor
- 1992: Bundesverdienstkreuz I. Klasse der Bundesrepublik Deutschland
- 1998: Österreichisches Ehrenkreuz für Wissenschaft und Kunst
- 2003: Goldene Emmerich-Kálmán-Medaille in Budapest für die ungarische Übersetzung ihres „Tatsachenromans“ Alle Wege führen nach Wien über Vera Kálmán (Minden álom Béscbe vezet)
- 2011: Österreichisches Ehrenkreuz Wissenschaft und Kunst 1. Klasse
- 2012: Ehrenbotschafterin der Stadt Aachen
- 2012: Goldenes Verdienstkreuz des Landes Niederösterreich „in Würdigung ihrer hervorragenden künstlerischen Leistungen“

## Buchveröffentlichungen
- Freie Bühne Wieden. Einführung Topsy Küppers. Graphische Gestaltung Johann Hofmann. Freie Bühne Wieden, Wien 1977.
- Erwin Brecher: Jedes Wort Gedankensport. Bearbeitet von Topsy Küppers und Elke Browne. htp, Wien 1995, ISBN 3-7004-0684-3.
- Lauter liebe Leute. Ein dicker Brief an mein Publikum. Kremayr & Scheriau, Wien 1996, ISBN 3-218-00621-X.
- Alle Träume führen nach Wien. Ein Tatsachenroman. Ibera, Wien 2001, ISBN 3-85052-105-2.
- Wolf Messing. Hellseher und Magier. Langen Müller, München 2002, ISBN 3-7844-2880-0.
- Wenn dein Leben trist ist – erleuchte es mit Humor! Erlebtes – Erhörtes – Erdachtes … Ibera, Wien 2009, ISBN 978-3-85052-273-1.
- Mein Ungustl. Ein widerlicher Gast. Langen Müller, München 2014, ISBN 978-3-7844-3366-0.
- Die Brüder Saphir. Ein Tatsachenroman. Verlag Der Apfel, Wien 2018, ISBN 978-3-85450-779-6.
- Nix wie Zores. Jüdisches Leben und Lieben. Edition a, Wien 2020, ISBN 978-3-99001-494-3.

## Diskografie
- Frivolitäten, LP (1963)
- Gehn ma Tauben vergiften, mit Georg Kreisler, LP (1964)
- Die heiße Viertelstunde, mit Georg Kreisler, LP (1968)
- Der Tod, das muß ein Wiener sein, mit Georg Kreisler, LP/CD (1969/1994)
- Anders als die andern, mit Georg Kreisler, LP (1969)
- Heute Abend: Lola Blau, Musical für eine Frau und zwei Klaviere von Georg Kreisler, Doppel-LP/CD (1971/1997)
- Komm… 12 schicke Schlager, LP (1971)
- Immer wieder Widerstand, LP (1973)
- Das Ungeheuer Zärtlichkeit, LP/CD (1974/2001)
- Spiegelbilder, LP (1980)
- Anny macht Moneye,  (1987)
- Lieder nach Lust und Laune, LP (1989)
- Die Zunge der Kultur reicht weit. Lieder und Texte von Erich Kästner, CD (2007)
- Signale aus dem Jenseits, Gastrolle bei den drei ???, CD (2017)

## Filmografie
- 1954: Gitarren der Liebe
- 1955: Drei Mädels vom Rhein
- 1955: La Gondola (Fernsehen)
- 1956: Die wilde Auguste
- 1956: Küß mich noch einmal
- 1956: Uns gefällt die Welt
- 1956: Hotel Allotria / Alternativtitel: Saison in Oberbayern
- 1960: Der Liebesonkel (Fernseh-Aufzeichnung aus dem Millowitsch-Theater)
- 1961: Paganini (Fernsehen)
- 1962: Gasparone (Fernsehen)
- 1963: Berlin-Melodie (Fernsehen)
- 1969: Ein Abend zu zweit (Fernsehen)
- 1972: Außenseiter (Fernsehen)